# گناسومادوگو

گناسومادوگو شهری در شهرستان سولنزو در استان بانوا در بورکینافاسوی غربی است و جمعیت آن ۳,۳۲۹ نفر است.